# Santa (1932)
Santa war der erste Tonfilm in der Geschichte des Mexikanischen Films. Er war die Neuverfilmung des auf dem Roman von Federico Gamboa basierenden Stummfilms aus dem Jahr 1918 und wurde von dem spanischen Regisseur Antonio Moreno gedreht. Das Melodrama erzählt die Geschichte von Santa, gespielt von Lupita Tovar, die nach einer missglückten Liebe von ihrer Familie verstoßen wird und nach Mexiko-Stadt geht, um in einem Bordell zu arbeiten. Dort sinkt sie immer tiefer und stirbt letztendlich an Krebs. Der Film greift verbreitete Motive des mexikanischen Kinos auf, so spielen in vielen Filmen Prostituierte eine Rolle, ebenso wie solch melodramatische Handlungen.

## Handlung
Der Film erzählt die Geschichte von Santa, einem Mädchen vom Land in Chimalistac im Süden Mexikos. Sie lebt glücklich mit ihrer Familie, bis sie von dem Armee-Offizier Marcelino verführt und dann verlassen wird. Als ihr Bruder davon erfährt, verstößt er sie, da sie Schande über die Familie gebracht habe. Santa kommt nach Mexiko-Stadt, wo sie im von Doña Elvira geführten Bordell arbeitet, wo auch der blinde Pianist Hipólito arbeitet. Sowohl Hipólito, als auch der Freier Jarameño, der ein Stierkämpfer ist, verlieben sich in Santa, die zu der Zeit bereits eine bekannte Hure in der Stadt ist. Sie verlässt das Bordell, um mit Jarameño zu leben, wird von diesem jedoch verstoßen, als dieser sie eines Tages zusammen mit Marcelino erwischt. Santa stürzt danach ab und erkrankt an Krebs. Zwar ermöglicht Hipólito ihr eine Operation, bei der stirbt Santa jedoch. Der blinde Pianist veranlasst danach ihre Beerdigung in Chimalistac.

## Produktion
Santa war der erste in Mexiko produzierte Tonfilm und markierte eine Wiedergeburt des Mexikanischen Films, der eine neue Chance zur Profilierung erhielt, da die spanischsprachigen Produktionen aus Hollywood sich nicht durchsetzen konnten. Für die Produktionen dieses Films gründeten der Ex-Revolutionär und Filmverleiher Juan de la Cruz Alarcón, der Filmschaffende Gustavo Sáenz de Sicilia und der Journalist Carlos Noriega Hope das Studio Compañía Nacional Productora de Películas. Der Regisseur Antonio Moreno war ein aus Spanien stammender Hollywoodstar, auch die mexikanische Hauptdarstellerin Lupita Tovar war aus Hollywood zurückgekehrt. Wiewohl Moreno technische Aspekte der Produktion aus den USA in den mexikanischen Film einführte, hatte die Produktion Santa mehr mit der von spanischen Stummfilmen gemein. Das Tonsystem für den Film wurde von Joselito Rodríguez und Roberto Rodríguez erfunden, die Musik von Agustín Lara geschrieben und unter der Leitung von Miguel Lerdo de Tejada eingespielt. Die Dreharbeiten begannen am 3. November 1931, die Produktionskosten betrugen 45.000 Pesos. Am 30. März 1932 kam der Film in die Kinos und war ein finanzieller Erfolg.

## Rezeption
Der bedeutende mexikanische Filmhistoriker García Riera attestiert dem Film Santa, dass ihm die für diese Zeit typische Poesie des mexikanischen Kinos fehle, die sonst selbst in den schlechtesten Filmen anzutreffen gewesen sei. Salvador Elizondo führte aus, dass der Film für den mexikanischen Film typische Themen und Formen aufgriff wie etwa die Moralisierung der Prostituierten.